# Benedict Wallet Vilakazi
Benedict Wallet Vilakazi (ur. 1906, zm. 1947) − południowoafrykański poeta, pisarz i nauczyciel akademicki.
W latach 1935−1947, jako pierwszy Afrykanin, wykładał język oraz literaturę zuluską na Uniwersytecie Wits. Współtworzył opublikowany już po jego śmierci (1948) słownik zulusko-angielski. Jego wiersze były tłumaczone na angielski.